# Modalohr
Modalohr (auch: Lohr Railway System) ist ein horizontales Verladungssystem der elsässischen Lohr-Gruppe für den kombinierten Eisenbahnverkehr, welches in speziellen Terminals den Umschlagvorgang vor allem von Sattelaufliegern und ihren Zugmaschinen an allen Wagen eines Zuges parallel ermöglicht.

## Lohr Railway System
Das Lohr Railway System besteht aus den notwendigen, systemeigenen Elementen Umschlagterminal und Transportwagen sowie dem zwischen diesen stattfindenden Umschlagvorgang.

### Terminals

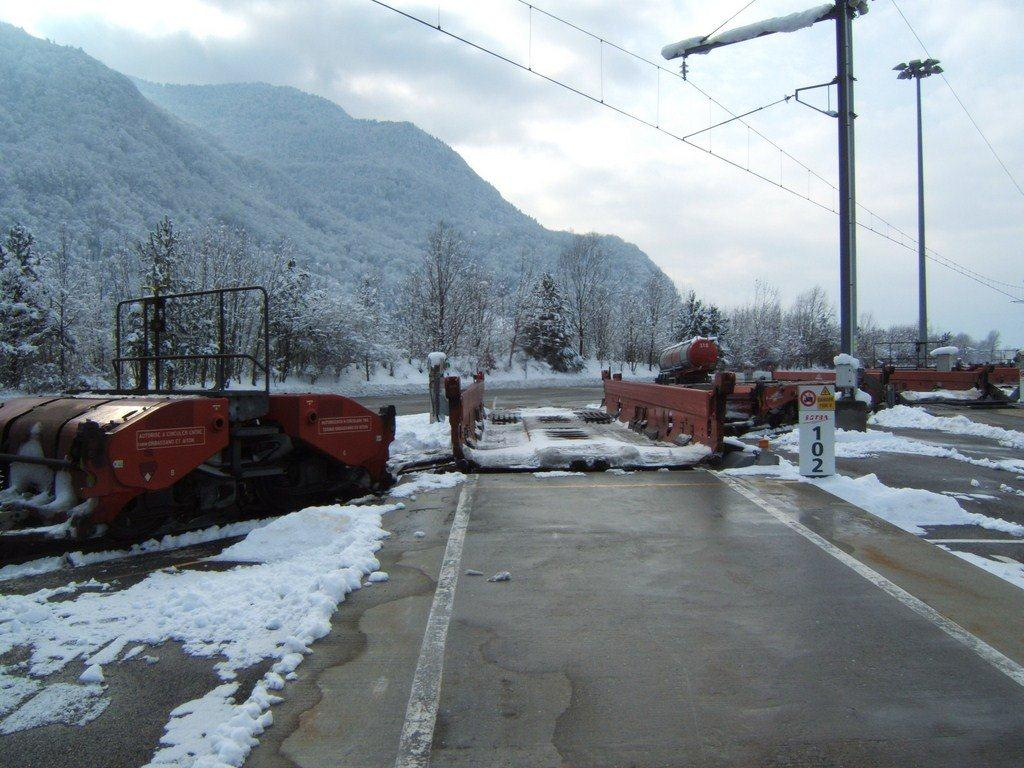
Modalohr-Wagen in Ladeposition

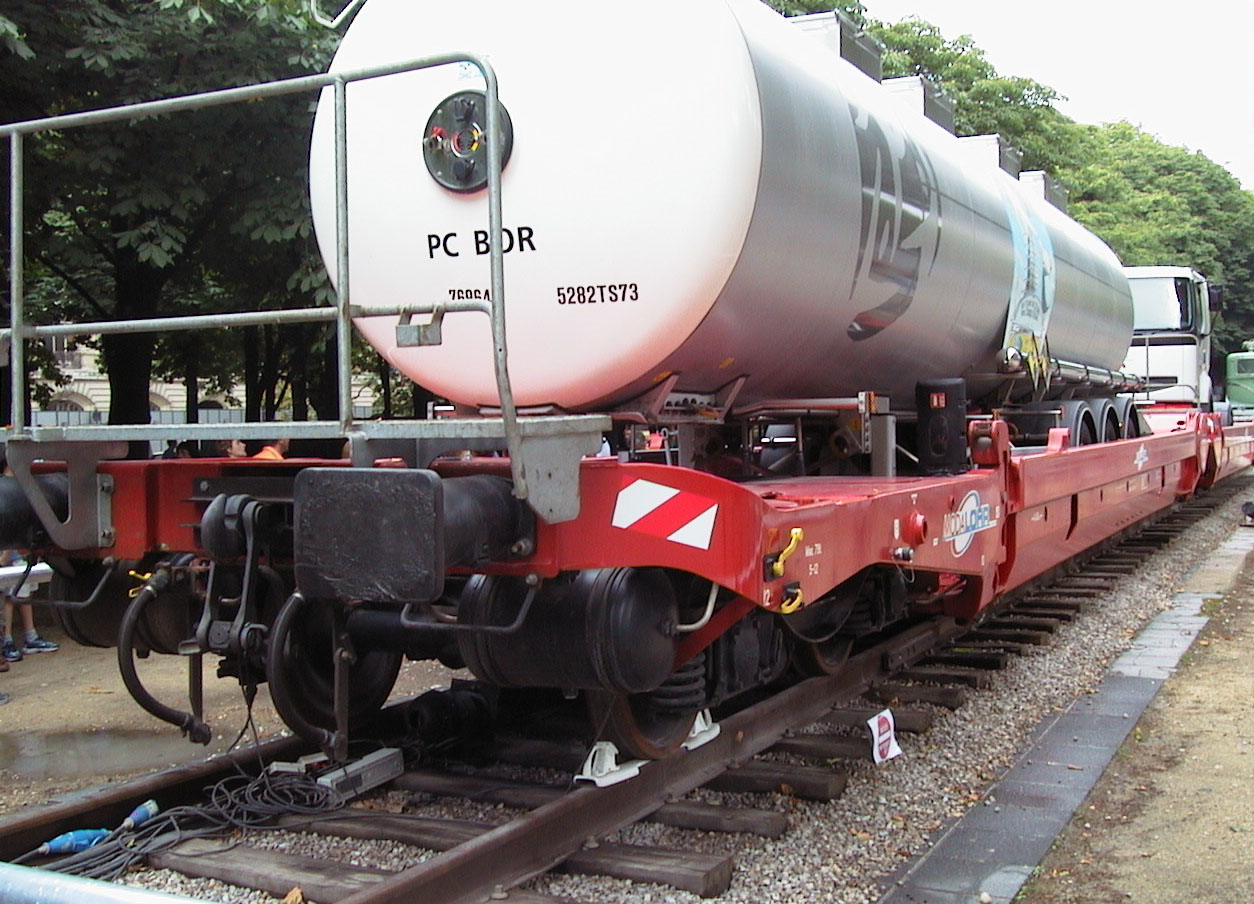
Beladener Modalohr-Wagen

Das Umschlagsterminal besteht aus einem in den Asphalt eingelassenen Gleis, in das im Wagenabstand eine Hub- und Drehvorrichtung zur Bewegung der in den Transportwagen eingelassenen Taschen vorhanden ist. Die Taschen können um 30 Grad gedreht werden. Dort befinden sich an deren Enden feste Auf- und Abfahrrampen, die die Beladung ohne weiteres Umschlaggerät ermöglichen. Entsprechend dem vorhandenen Platzbedarf können verschiedene Terminaltypen realisiert werden. Idealerweise hat das Umschlagsgleis die Länge, um einen Ganzzug von etwa 800 Metern gleichzeitig zu be- und entladen. Bei reduziertem Platzangebot kann es auf die Länge eines Halbzuges von etwa 400 Metern reduziert werden, wobei bei zwei Umschlagsgleisen wieder die volle Kapazität zur Verfügung steht.

### Transportwagen
Die seit 2014 eingesetzten, rund 33 Meter langen Lohr-UIC-Transportwagen ermöglichen durch den tiefen Wagenboden von maximal 225 Millimeter über Schienenoberkante den Transport von Behältern bis zu 426 Zentimeter Eckhöhe. Die Niederflurwagen sind als Doppelwagen, die mit einem gemeinsamen Drehgestell verbunden sind, ausgeführt. In jeder der beiden Transportwannen kann Ladegut von bis zu 38 Tonnen befördert werden. Dies wird durch das geringe Eigengewicht der Wagen von minimal 40,7 Tonnen ermöglicht. Es gibt drei verschiedene Wagentypen:
- Endwagen mit Standardkupplung am äußeren und Mittelkupplung am anderen Ende (UIC 1),
- Zwischenwagen mit beidseitigen Mittelkupplungen (UIC 2) und
- Individualwagen mit beidseitigen Mittelkupplungen  (UIC 3).[2]

Die Wagen (UIC 1) sind mit der Maximalzuladung von 75,6 Tonnen für eine Höchstgeschwindigkeit von 100 km/h und bei einer auf 66,6 Tonnen reduzierten Zuladung für 120 km/h zugelassen.
Das Modalohr-System ist in erster Linie für den Transport von nicht kranbaren Sattelaufliegern ausgelegt, die den Großteil des europäischen LKW-Fernverkehrs ausmachen. Es ist aber prinzipiell auch möglich, Wechselbrücken oder ISO-Container damit zu transportieren.

### Umschlagvorgang
Nachdem der beladene Zug in das Terminal eingefahren ist und an der vorgesehenen Position angehalten hat, werden die Transportwannen durch die im Gleis eingelassenen Drehvorrichtungen um 30 Grad gedreht und dadurch an den vorgesehenen Rampen positioniert. Die LKW-Zugmaschinen fahren danach auf die Rampen und ziehen die Sattelauflieger aus den Transportwannen. Nach dem umgekehrt ablaufenden Beladevorgang werden die Transportwannen wieder in die Gleisachse zurückgeschwenkt und auf den Transportwagen abgesenkt, mit dem sie verankert werden. Danach findet die Fahrt zu einem entsprechend ausgestatteten Zielterminal statt, wo sich die Prozedur wiederholt.
Der gesamte Umschlagvorgang kann laut Hersteller in 15 Minuten durchgeführt werden. Entladezeiten von 30 bis 60 Minuten und Beladezeiten von 60 bis 90 Minuten sind jedoch realistischer.

## Vor-und Nachteile
Vorteile
- Es können unkranbare Sattelauflieger verladen werden.
- Der Umschlag erfolgt dadurch sehr schnell im Vergleich zu einer Kranverladung oder Reach-Stacker.
- Das System funktioniert unter elektrifizierten Gleisen.
- Zugmaschine und Zug müssen nicht zeitgleich im Terminal sein.
- Alle Transportwannen können parallel entladen werden.
- Durch die speziellen Transportwagen können hohe und schwere Sattelauflieger transportiert werden.

Nachteile
- Es sind besondere Terminals (mit Drehvorrichtungen im Gleis und mit Rampen) erforderlich.
- Großer Flächenverbrauch für die Terminals wegen der Rangier- und Aufstellflächen.
- Die Güterwagen sind wegen der kleinen Räder wartungsanfälliger.

## Konkurrierende Horizontalumschlagsysteme
- CargoBeamer
- Helrom (ehem. Megaswing)
- FlexiWagon

## Strecken

### Autoroute Ferroviaire Alpine (AFA)
Die Autoroute Ferroviaire Alpine ist eine seit dem 4. November 2003 bestehende, 175 Kilometer lange Huckepackverbindung durch den Mont-Cenis-Eisenbahntunnel zwischen dem französischen Aiton (Savoie) und dem italienischen Orbassano. Seit dem 4. Juni 2012 können durch Modalohr-Transportwagen LKWs bis 4 Meter Eckhöhe durch den Tunnel, der eigentlich nur für 3,85 Meter Eckhöhe geeignet ist, transportiert werden. Mittlerweile wurde dieses Angebot mit einer Verbindung nach Calais ergänzt.

### Perpignan–Luxemburg
Seit September 2007 verkehren auf der 1000 Kilometer langen Verbindung von Le Boulou bei Perpignan und dem luxemburgischen Bettemburg täglich bis zu vier Zugpaare. Seit 19. Januar 2012 werden auf dieser Strecke auf 850 Meter Länge und 2400 Tonnen Gesamtgewicht verstärkte Züge mit 48 Stellplätzen eingesetzt.

### Perpignan–Calais
Seit Ende März 2016 ist eine rund 1.400 Kilometer lange Verbindung zwischen dem Hafen von Calais und Le Boulou in Betrieb. Angeboten werden Stand 2024 5 wöchentliche Abfahrten, mit 27 Stunden zwischen Annahmeschluss am Start- und Ausgabe am Zielort. Seit 2019 wird dieses Angebot ergänzt durch Verbindungen zwischen Mâcon und Le Boulou bzw. Calais.

### Planungen
Es gibt zahlreiche Pläne weiterer Modalohr-Verbindungen, unter anderem nach London, Skandinavien, Smolensk, Istanbul, Triest und Lissabon, von denen aber bisher keine realisiert werden konnte.